# گرگوریو دماتوس

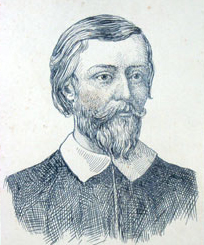
گرگوریو د ماتوس

گرگوریو د ماتوس د گوئرا (به پرتغالی: Gregório de Mattos e Guerra) (زادهٔ ۶ آوریل ۱۶۳۶- مرگ ۲۶ نوامبر ۱۶۹۶) نامدارترین چامه‌سرای برزیلی سبک باروک بود. او غزل‌ها و شعرهای دینی چندی دارد و همچنین به دلیل نوشتن هزل شناخته شده‌است.
او دانش‌آموختهٔ دانشگاه کویمبرا در پرتغال بود. گرگوریو در ۱۶۶۱ در رشتهٔ حقوق مردکش را از همین دانشگاه گرفت. او در نوشته‌هایش همهٔ طبقه‌های اجتماع حتی کلیسا را هم به باد نقد می‌گرفت. هزلیات و زبان تندش سرانجام سبب تبعید او به آنگولا در ۱۶۹۴ گردید. یک سال پس از آن او درخواست کرد که به برزیل بازگردد اگرچه در گرو بازگشتش دیگر بدو اجازهٔ نشر شعرهایش را ندادند. شعرهای او تا سدهٔ نوزدهم میلادی هم پخش نگردید.